# Barrio Nuevo, Candelaria Loxicha
Barrio Nuevo är en ort i Mexiko.   Den ligger i kommunen Candelaria Loxicha och delstaten Oaxaca, i den sydöstra delen av landet, 500 km sydost om huvudstaden Mexico City. Barrio Nuevo ligger 439 meter över havet och antalet invånare är 233.
Terrängen runt Barrio Nuevo är kuperad åt sydväst, men åt nordost är den bergig. Runt Barrio Nuevo är det ganska tätbefolkat, med 86 invånare per kvadratkilometer. Närmaste större samhälle är Buenavista Loxicha, 6,5 km väster om Barrio Nuevo. Omgivningarna runt Barrio Nuevo är en mosaik av jordbruksmark och naturlig växtlighet.